# Mk 44 ブッシュマスター II
Mk 44 ブッシュマスター II（英語: Mk 44 Bushmaster II）は、アライアント・テックシステムズ（ATK）社が開発した30mm口径のチェーンガン。

## 構造
本砲は、先行して開発された25×137mm弾仕様のM242 ブッシュマスターをもとに、30×173mm弾仕様にスケールアップしたモデルである。構成部品の約70パーセントはM242と共通である。給弾機構も、M242と同様に二方向からの装填に対応して、異なる弾種を速やかに切り替えて使用できる。
上記の通り、標準的な使用弾薬は30×173mm弾だが、砲身や遊底、また送弾機構の一部を変更することで、エリコンKCBやラーデン砲などで用いられている30×170mm弾にも対応できる。

### XM813
ブッシュマスターIIをもとに車載砲として最適化した派生型として開発されたのがXM813である。俯仰角を急に変更したときの動作不良への対策として、送弾機構が2方向からのベルト給弾ではなく容量150発の弾倉2個を用いた方式に変更されているほか、銃身が肉厚のものに変更され、ABM弾の使用にも対応した。またわずかな改修によって40×180mm弾仕様に変更することができる。
2013年11月の時点で、アバディーン性能試験場での試験においてXM813は3ヶ月以上・平均故障間隔4万発の長期信頼性が確認されている。長期的にはブッシュマスターIII 35 mm 機関砲とともに装架することが検討されている。
2014年9月10日にはARDECのディジタル多目的試験複合施設でXM813のデモンストレーションが行われた。XM813は、M2歩兵戦闘車に装架され、最大1,500メートル先の標的に向けて発砲された。火器管制システムの改良により、長射程でも少ない斉射数で有効弾が得られ、時には従来10斉射必要だったところが2、3斉射で済むこともあった。XM813 30mm機関砲は、M242 ブッシュマスター 25mm機関砲を代替するものと考えられており、M2歩兵戦闘車以外の車両にも搭載される可能性がある。ただし、リンクレス給弾と曳火攻撃能力についてはデモンストレーションが行われなかった。曳火攻撃は、掩体に潜む敵と遭遇した際に極めて有効な手段である。

## 運用史

### 車載型

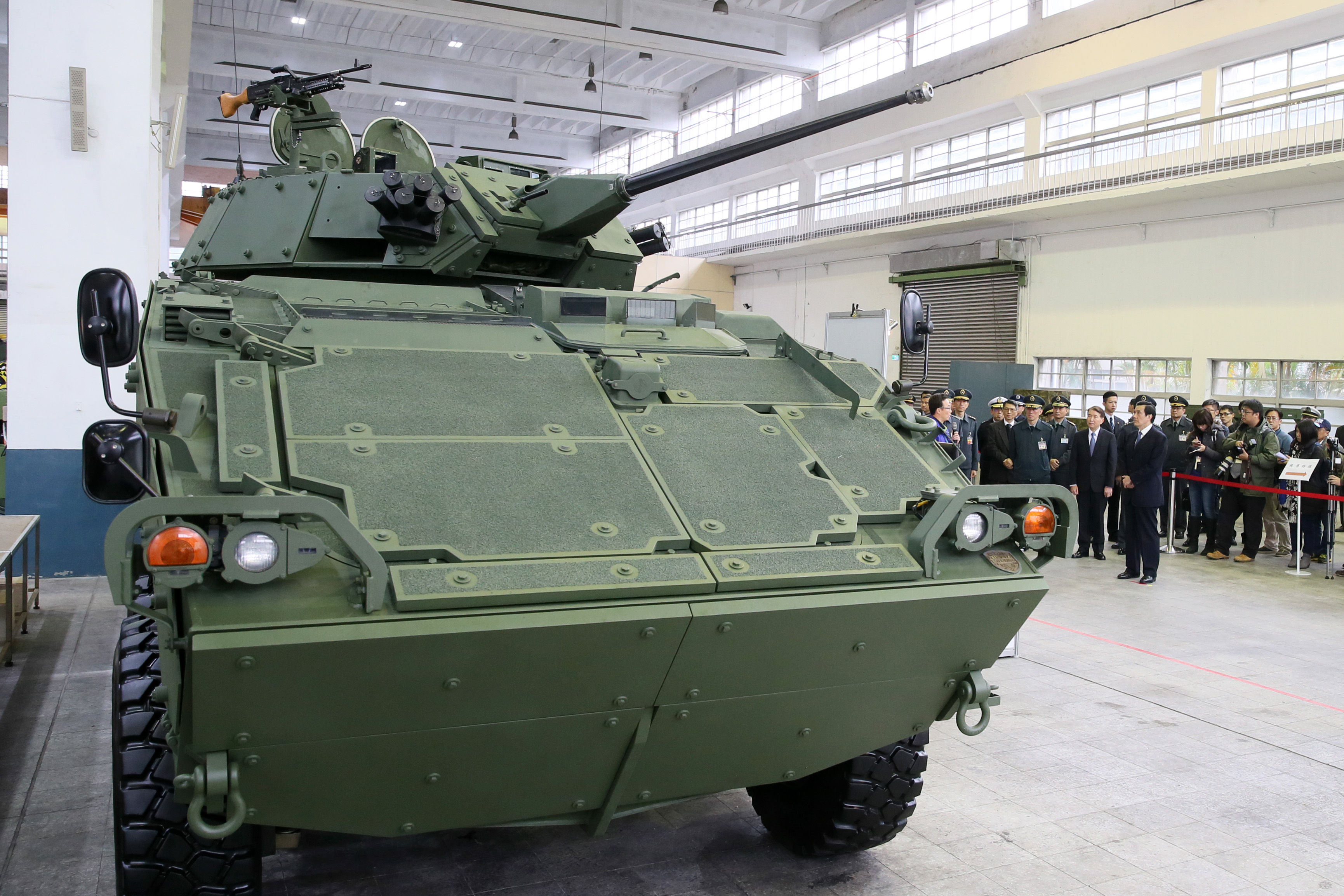
中華民国のCM-34装輪戦闘車型

本砲は、まずノルウェー陸軍向けのCV9030歩兵戦闘車に採用され、1995年より引き渡しが開始された。またスイス陸軍向けの車両も本砲を採用した。
アメリカ海兵隊向けのEFV両用戦闘車はこの砲の搭載を予定しており、1999年には試作車が納入されたものの、2011年に開発中止となった。同車向けの砲システムはMk.46 mod.0と称されていた。
その他、シンガポール陸軍のバイオニクス、中華民国のCM-34 装輪戦闘車型、ポーランドのKTO ロソマクなどに標準的な主武装として搭載されている。
また、イスラエルのラファエル社によって開発された遠隔操作式砲塔ユニットである、サムソン RCWS-30に組み込まれ、チェコのパンデュールIIなどに搭載されている。

### 艦載型

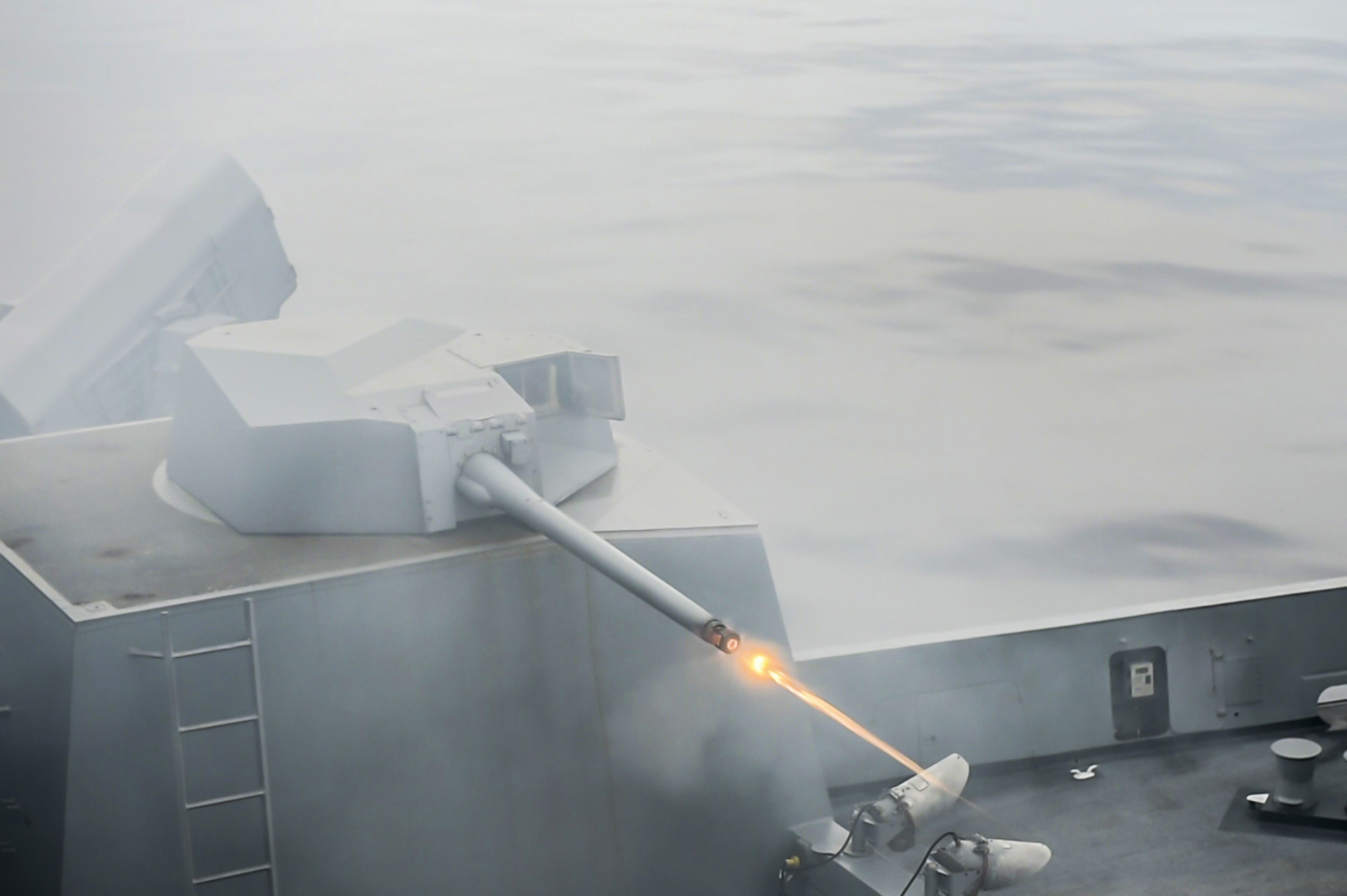
アメリカ海軍で採用されたMk.46

アメリカ海軍では、EFVむけの砲システムをベースに、ブッシュマスター II 30mm機関砲1門と電子光学センサーなどを砲塔にまとめたMk.46 mod.1（後に改良型のmod.2に移行）を開発して、サン・アントニオ級ドック型輸送揚陸艦の自衛用兵装や沿海域戦闘艦の対水上戦（SuW）モジュールにおける近距離用対艦兵器として搭載したほか、ズムウォルト級ミサイル駆逐艦でも当初予定のMk.110 70口径57mm単装速射砲にかえて搭載された。また密閉砲塔式ではなく開架式のペデスタルマウント方式のMk.38機関砲システムにおいても、従来は25mm口径のM242チェーンガンを採用してきたのに対し、mod.4では本砲が採用されることになった。
イギリス海軍では、エリコンKCBの単装マウントを用いたDS30B 30mm機関砲を採用してきたが、2007年には、その機関砲部をブッシュマスターIIに変更したDS30M Mk.2が装備化された。
海上保安庁でも、ブッシュマスター IIを単装砲塔に架して、はてるま型巡視船、くにがみ型巡視船の13番船以降やいわみ型巡視船に搭載している。

### 機上型
アメリカ空軍は、ブッシュマスター IIを2007年にAC-130U ガンシップ搭載のGAU-12 25mmガトリング砲とボフォース 60口径40mm機関砲の代替として検討し、GAU-23/Aとして制式化、2012年よりAC-130WやAC-130Jに搭載している。
アメリカ海軍では、MH-60S多用途ヘリコプターに搭載して空中から機雷を破壊処理するためのRAMICS（Rapid Airborne Mine-Clearance System）を開発しており、その機関砲部にブッシュマスター IIを採用した。機雷の破壊処理にあたっては、スーパーキャビテーション効果を利用した専用のAPFSDS-T(Armor Piercing, Fin Stabilized, Discarding Sabot-Tracer)弾であるMk 258が用いられる。

## 運用国
アルゼンチン
- 海軍:ブシャール級哨戒艦

 オーストラリア
- 陸軍:AS21

 ベルギー
- 陸軍:ピラーニャ IIIC DF30

 ボツワナ
- 陸軍:ピラーニャ IIIC

 ブラジル
- 陸軍:VBTP-MR
- 海軍:ヘリコプター揚陸艦「アトランティコ」

 ブルガリア
- 陸軍:M1296 ストライカーICVD（英語版）

 クロアチア
- 陸軍:パトリアAMV

 チェコ
- 陸軍:パンデュールII、CV 90CZ

 フィンランド
- 陸軍:CV 90FIN

 ガーナ
- 陸軍:Terrex ICV

 インドネシア
- 陸軍:パンデュールII
- 海軍:
- 沿岸警備隊

 日本
- 海上保安庁:はてるま型巡視船、くにがみ型巡視船[注 2]、いわみ型巡視船
- 陸上自衛隊:24式装輪装甲戦闘車、共通戦術装輪車 (偵察戦闘型)

 イラク
- 海軍

 アイルランド
- 陸軍	:ピラーニャ IIIH

 イタリア
- 陸軍:フレッチャEVO歩兵戦闘車

 リトアニア
- 陸軍:ボクサー装輪装甲車

 マレーシア
- 海軍

 オランダ
- 海軍:ホラント級哨戒艦、統合支援艦「カレル・ドールマン」

 フィンランド
- 陸軍:CV 9030N

 オマーン
- 海軍:アル・シャミク級コルベット

 フィリピン
- 海軍:ホセ・リサール級フリゲート

 ポーランド
- 陸軍:KTO ロソマク、BWP ボルスク

 ルーマニア
- 陸軍:ピラーニャ V

 サウジアラビア
- 国家警備隊:LAV III（英語版）

 シンガポール
- 陸軍:バイオニクス歩兵戦闘車、ハンター歩兵戦闘車（英語版）

 スペイン
- 陸軍:ドラゴン装輪戦闘車（スペイン語版）

 スイス
- 陸軍:CV 9030CH

 中華民国（台湾）	
- 陸軍:CM-34
- 憲兵:CM-34

 タイ
- 海軍:ナレースワン級フリゲート、クラビ級哨戒艦、エンデュアランス級揚陸艦

 ウクライナ
- 陸軍:M1296 ストライカーICVD、KTO ロソマク

 イギリス
- 海軍:リバー型哨戒艦バッチ2、23型フリゲート、45型駆逐艦

 アメリカ合衆国
- 陸軍:M1296 ストライカーICVD
- 海軍:	サン・アントニオ級ドック型輸送揚陸艦、沿海域戦闘艦[注 3]、ズムウォルト級ミサイル駆逐艦
- 空軍:AC-130W/J
- 海兵隊:ACV
- 沿岸警備隊:

## 登場作品
小説
『ゼロの迎撃』
安生正の小説。歩兵用に改造された物が登場。北朝鮮特殊部隊が使用し、橋の警備をしていた陸上自衛隊の普通科部隊を蜂の巣にする。